# Ле Уэру, Анни
Анни Ле Уэру (фр. Annie Le Houérou) — французский политик, сенатор, член Социалистической партии.

## Биография
Родилась 31 марта 1960 года в поселке Плугонвер (департамент Кот-д’Армор). С 1979 по 1984 год изучала прикладные иностранные языки, а затем публичное право в университете Ренн II. Получив диплом регионального управленца, она в 1988 году начала свою карьеру в Министерстве сельского хозяйства в Париже, а с 1993 года работала в лаборатории исследований и анализа Департамента Кот-д’Армор.
В 2001 года началась политическая карьера Анни Ле Уэру, когда по списку Ноэля Ле Граэ она была избрана в муниципальный совет города Генган. В январе 2002 была избрана президентом сообщества коммун агломерации Генган.
В 2005 году на дополнительных выборах она баллотировалась в Генеральный совет департамента Кот-д’Армор от кантона Генган и была избрана советником. Был избрана вице-президентом Генерального совета по вопросам социальной солидарности, поддержки семьи и детей. В 2008 году была избрана мэром Генгана.
В 2012 году Анни Ле Уэру не получила поддержки Социалистической партии, членом которой она являлась с 2005 года, в качестве кандидата в депутаты Национального собрания Франции по 4-му избирательному округу департамента Кот-д’Армор. Выставив свою кандидатуру как альтернативный левый кандидат, она победила во втором туре выборов кандидата правого Союза за народное движение, после чего была исключена из Социалистической партии. 
После избрания депутатом она вышла из Генерального совета департамента. Спустя два года членство Анни Ле Уэру в Социалистической партии было восстановлено.
В 2014 году Анни Ле Уэру уступила первую строчку в списке левых на новых муниципальных выборах в городе Генган своему заместителю Филиппу Ле Гофу, посвятив все свое время исполнению обязанностей депутата Национального собрания. В Национальном собрании она являлась членом комиссии по социальным вопросам, была автором доклада о содействии трудоустройства людей с ограниченными возможностями. Она также становится председателем Национального комитета по проблеме аутизма.
На выборах в Национальное собрание в 2017 году проиграла менее 1 % кандидату президентского движения «Вперёд, Республика!» Яннику Керлого.
На выборах в Сенат в сентябре 2020 года возглавила левый список кандидатов, одержавший победу на выборов и сохранивший два мандата сенатора, один из которых достался ей. В Сенате стала членом комиссии по социальным вопросам. 

## Занимаемые выборные должности
11.03.2001 — 08.03.2008 — член совета города Генган 

11.12.2005 — 04.09.2012 — член Генерального совета департамента Кот-д’Армор от кантона Генган

09.03.2008 — 30.03.2014 — мэр города Генган 

20.06.2012 — 20.06.2017 — депутат Национального собрания Франции от 4-го избирательного округа департамента Кот-д’Армор 

с 01.04.2014 — член совета города Генган 

с 01.10.2020 — сенатор от департамента Кот-д’Армор